# Мандаториччо
Мандаториччо (итал. Mandatoriccio) — коммуна в Италии, располагается в регионе Калабрия, подчиняется административному центру Козенца.
Население составляет 3047 человек, плотность населения составляет 85 чел./км². Занимает площадь 36 км². Почтовый индекс — 87060. Телефонный код — 0983.